# Hrvatski književni list
Hrvatski književni list je bio hrvatski književni časopis iz Zagreba.
Izlazio je od travnja 1968. do studenog 1969. godine. Izlazio je kao mjesečnik Zajednice samostalnih pisaca TIN. Izlaženje mu je obnovljeno 1994. godine, a izlazio je do 1999. godine. Nakon obnove je izlazio kao dvo- i tromjesečnik za književnost i kulturu.

## Povijest

### Prije osnutka
Viziju o listu ovakve vrste je imao hrvatski književnik Zlatko Tomičić još dok je uređivao Ličke novine.
List je bio vrhuncem djelatnosti Zajednice samostalnih pisaca TIN. Izvorno je većina članstva te zajednice predlagala da se zajednica bavi izdavanjem knjiga, no Tomičić je, znajući koja vrsta tiskovina ostvaruje učinak na čitateljstvo, ustrajao za novine. Prvotni prijedlog imena bio je Književni list, no naposljetku se aklamacijom usvojilo ime Hrvatski književni list.

### Prvo razdoblje
Materijale se počelo prikupljati krajem 1967. godine. Do proljeća 1968. se prikupilo materijale, a financijeri prvog broja su bili urednici ovog lista. Slučajnošću je prvi broj izašao na etiketirani nadnevak - 10. travnja. Kad se je list pojavio, izazvao je senzaciju na nekoliko područja. Samo njegovo ime je bilo provokativno u ono vrijeme, teme koje je načeo su bile senzacijom te načini na koje se obrađivalo teme koje se otvorilo. Primjeri tih tema su bili ratne žrtve, pljačka Mimarine donacije, neravnopravnost Hrvata u Vojvodini, uporaba jezika u JNA. List je brzo našao čitateljstvo čiji je broj iznimno rastao. Velika naklada je omogućila financiranje drugih djelatnosti, pa se tako moglo tiskati knjige te reproducirati tiskane materijale koje su sadržavale hrvatske motive: dopisnice, slike i razglednice. Zbog raširenja djelatnosti povećalo se i uredništvo tako da je u njemu bilo radilo deset ljudi. Uređivali su ga Joja Ricov i Zlatko Tomičić od 1968. do 1969. godine. List je postao tiskovinom koja je u Hrvatskoj bila mjestom gdje se naslobodnije izrazila hrvatska misao. Iako su vlasti pokušavale ignorirati ovaj list, bilo je političara koji su ga podupirale, primjerice Većeslav Holjevac koji je s njima kontaktirao posredno, preko Nade Spalatin iz Matice hrvatske. Osim toga, HKL je podupirao i Franjo Tuđman, šef Instituta za historiju radničkog pokreta, koji je pomoć slao preko svog zamjenika Drage Šćukanca te preko suradnika HKL-a Brune Bušića.
Unatoč svemu tome, neke raščlambe iz vremena osamostaljene Hrvatske ovaj list čak prikazuju marginalnom i neznačajnom pojavom u hrvatskom proljeću.

## Zabrane
Šesti broj ovog lista je bio zabranjen. Zanimljivo je da su prijašnji brojevi sadržavali škakljivije i po vlast mnogo izazovnije i drskije tekstove, no povod zabrane tog broja je bilo pismo jednog čitatelja. Radilo se o pismu jednog umirovljenika, Tome Jurkovića koji je u pismu pisao kako su Hrvati u Vojvodini neravnopravni. Objašnjenje koje je dobio član uredništva HKL-a Stanko Škare jest bilo "protuustavnost", jer se "objavljivanjem tog pisma pačaju u unutarnje stvari druge republike, na što Hrvatski književni list nema pravo". 
Pokretač HKL-a Zlatko Tomičić smatra da je velika zasluga što HKL prije nije doživio udar jest ta što je suradnik ovog lista bio Stanko Škare, koji je bio došao iz Društva radnika pisaca. Bio je lijevi HSS-ovac i ZAVNOH–ov vijećnik, osoba koju nije svatko imao petlje napasti. Neki čak smatraju da je Škare bio "gromobranom" koji je sprječavao udar na HKL sve do svoje smrti krajem 1968. godine.
Devetnaesti broj je trebao objaviti prilog slovenskog generala Jake Avšiča o uporabi jezika u JNA. Tajna služba KOS je zaustavila tiskanje te spalila sve otisnute primjerke tog broja. HKL bi bio izlazio i dalje da nije bilo tog priloga, no glede posljašnjeg tijeka hrvatskog proljeća, izvjesno je reći da bi se i HKL-u pisala ista sudbina. List je tako u potpunosti zabranjen uoči procvata hrvatskog proljeća, pa ih sam osnivač Tomičić naziva "hrvatskim zimnjacima", jer su prethodili hrvatskom proljeću. Osnivač i urednik Zlatko Tomičić je u razgovoru s povjesničarem Tomislavom Jonjićem rekao da je list cijelo vrijeme bio metom napada, pri čemu je u tome kao najgrlatijeg i najsirovijeg prozvao Igora Mandića za kojeg se onda govorilo da je navodno bio trubom CK SKH, a na drugom mjestu po napadima je prozvao Dražena Vukova Colića. Na napade je u pravilu odgovarao sâm Zlatko Tomičić, no kad je HKL napao Miloš Žanko, svi iz HKL-a su odgovorili tekstom od 80 stranica. U tekst su ušle i neke teze dr-a Franje Tuđmana. Zanimljiva je teza urednika ovog lista Zlatka Tomičića u kojoj je optužio Savku Dabčević Kučar da je bila protiv HKL-a te njegova uvjerenost da je vodstvo KPH ugasilo ovaj list kao svoj taktički potez.

## Obnova naklade
Naklada mu je obnovljena 1993. godine. Obnovili su ga Mladen Pavković i Zlatko Tomičić, a uređivao ga je Mladen Pavković.